# Nokar Hussain
Nokar Hussain (* 10. Oktober 1987) ist ein pakistanischer Leichtathlet, der sowohl im 400-Meter-Lauf sowie im 400-Meter-Hürdenlauf an den Start geht.

## Sportliche Laufbahn
Erste internationale Erfahrungen sammelte Nokar Hussain bei den Südasienspielen 2016 in Guwahati, bei denen er im 400-Meter-Hürdenlauf in 52,10 s den vierten Platz belegte und mit der pakistanischen 4-mal-400-Meter-Staffel in 3:14,82 min die Bronzemedaille hinter den Teams aus Indien und Sri Lanka gewann. Kurz darauf nahm er über 400 Meter an den Hallenasienmeisterschaften in Doha teil und schied dort mit 49,38 s in der ersten Runde aus. Im Jahr darauf belegte er bei den Islamic Solidarity Games in Baku in 51,29 s den fünften Platz im Hürdenlauf und gewann mit der 4-mal-400-Meter-Staffel in 3:07,62 min die Silbermedaille hinter der Türkei und wurde mit der 4-mal-100-Meter-Staffel im Finallauf disqualifiziert. Mit der 4-mal-400-Meter-Staffel nahm er auch an den Asienmeisterschaften in Bhubaneswar teil und belegte dort in 3:11,42 min den siebten Platz. Anschließend siegte er mit der Staffel bei den Asian Indoor & Martial Arts Games in Aşgabat in 3:11,40 min und schied über 400 Meter mit 48,77 s im Halbfinale aus. 2018 schied er bei den Hallenasienmeisterschaften in Teheran mit 49,10 s in der Vorrunde aus und belegte mit der Staffel in 3:16,53 min den fünften Platz. Im August nahm er erstmals an den Asienspielen in Jakarta teil und erreichte im Hürdenlauf das Halbfinale, in dem er aber nicht mehr an den Start ging. 2019 klassierte er sich bei den Südasienspielen in Kathmandu über 400 Meter in 47,73 s auf dem vierten Platz und gewann mit der Staffel erneut hinter Sri Lanka und Indien die Bronzemedaille. 2020 wurde der pakistanischen Staffel die Bronzemedaille wegen mehrerer Dopingverstöße aberkannt.
2011 uns 2013 wurde Hussain pakistanischer Meister im 400-Meter-Hürdenlauf sowie 2017 im 400-Meter-Lauf sowie in der 4-mal-400-Meter-Staffel.

## Persönliche Bestleistungen
- 400 Meter: 47,17 s, 7. April 2017 in Karatschi
  - 400 Meter (Halle): 48,40 s, 18. September 2017 in Aşgabat (pakistanischer Rekord)
- 400 m Hürden: 51,27 s, 8. April 2017 in Karatschi